# Rudolf Barschai

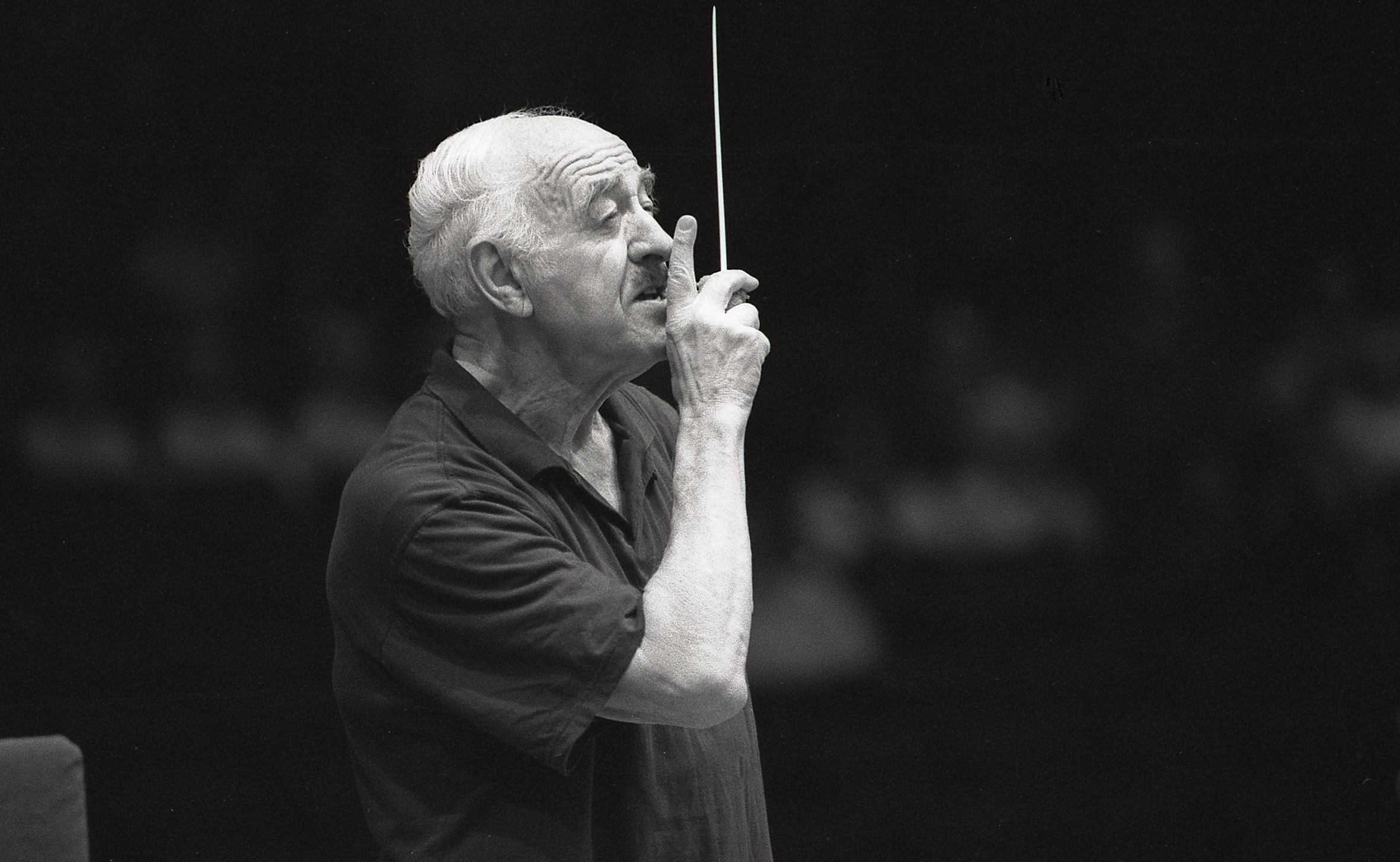
Rudolf Barschai (1996)

Rudolf Barschai (Russisch: Рудольф Борисович Баршай; Roedolf Borisovitsj Barsjaj) (Lobinskaja (kraj Krasnodar), 28 september 1924 – Bazel, 2 november 2010) was een Russisch-Zwitsers altviolist en dirigent.

## Biografie
Barschai studeerde aan het conservatorium van Moskou onder Tsejtlin en Borisovski. Als solist speelde hij samen met Svjatoslav Richter en David Oistrach, maar ook speelde hij in een trio met Mstislav Rostropovitsj en Leonid Kogan. Hij won daarmee diverse prijzen op festivals in Rusland en daarbuiten. In 1954 trouwde Barschai met Anna Martinson, een Russische schilderes en kostuumontwerpster en dochter van een Russische komiek, Sergej Martinson.
In 1955 richtte Barschai het Moskou Kamer Orkest op, hij leidde en dirigeerde dat orkest tot zijn vertrek naar het Westen in 1977. Daarna gaf hij leiding aan het Israël Kamer Orkest en het Bournemouth Symphony Orchestra (van 1982 tot 1986). Hij was een veelgevraagd gastdirigent in zowel Europa als in de Verenigde Staten, Canada en Japan.
Barschai verwierf grote faam als vertolker van de muziek van Dmitri Sjostakovitsj, Gustav Mahler en Sergej Prokofjev. Daarnaast heeft hij ook een aantal werken van deze componisten bewerkt; het 8e strijkkwartet (zijn Eerste Kamersymfonie) van Sjostakovitsj, de 10e symfonie van Mahler en de Visions Fugitives van Prokofjev.
Een van zijn meest gelauwerde opnames zijn alle symfonieën van Sjostakovitsj voor Brilliant Classics; twee internationale prijzen vielen hem ten deel.